# PSA Airlines
PSA Airlines est une compagnie aérienne régionale américaine, filiale d'American Airlines Group. Elle exploite des vols pour American Eagle.

## Histoire

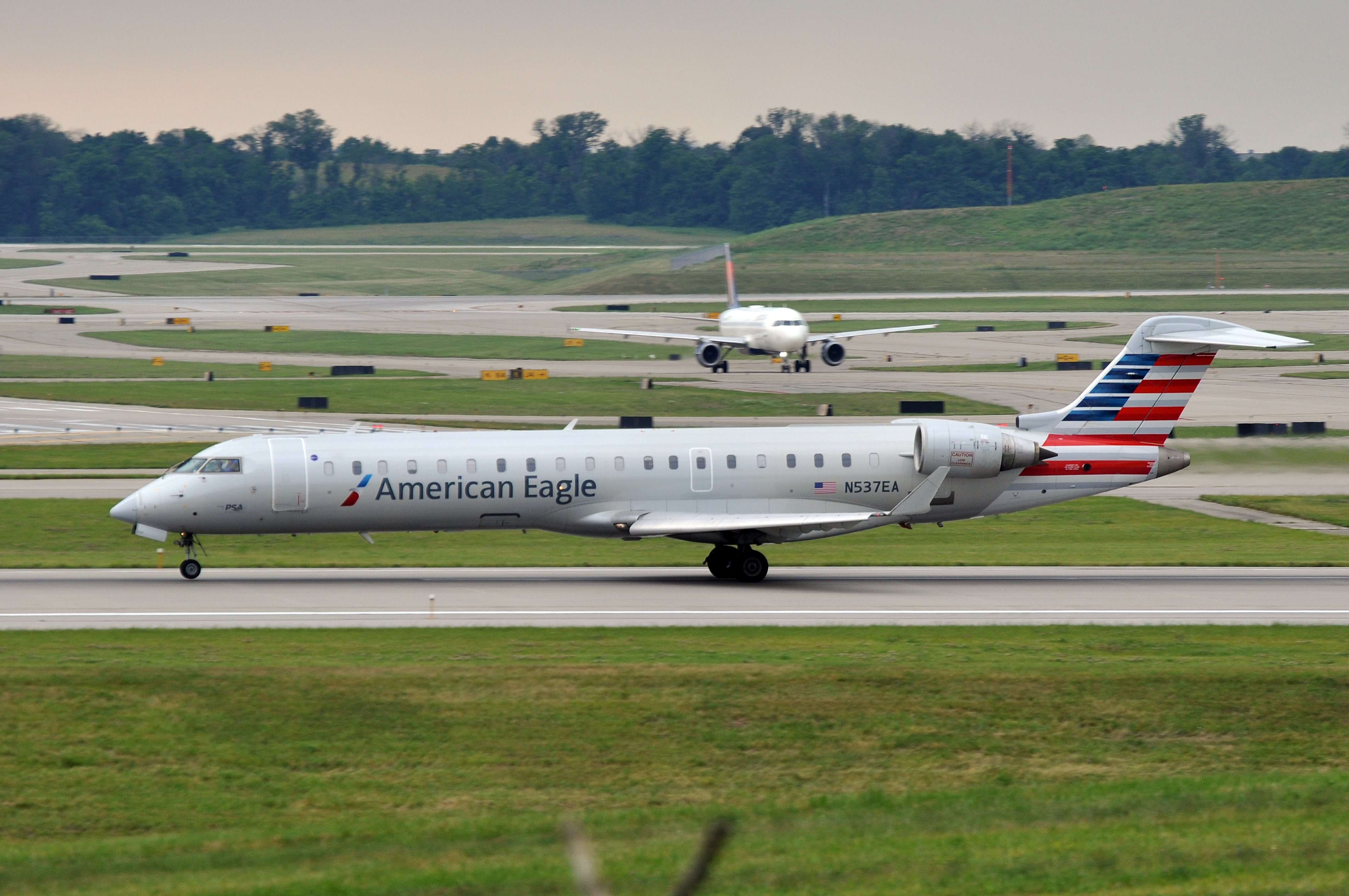
CRJ-700 d'American Eagle

## Flotte
La flotte de PSA Airlines est composée des appareils suivants au mois de décembre 2020:
| Appareils         | Total | Commandes | Options | Passagers | Passagers | Passagers | Passagers | Notes                                                     |
| Appareils         | Total | Commandes | Options | F         | Y+        | Y         | Total     | Notes                                                     |
| ----------------- | ----- | --------- | ------- | --------- | --------- | --------- | --------- | --------------------------------------------------------- |
| Bombardier CRJ700 | 61    | —         | —       | 9         | 8         | 46        | 63        | Tous les CRJ d'Envoy Air seront transférés à PSA Airlines |
| Bombardier CRJ700 | 61    | —         | —       | 9         | 8         | 48        | 65        | Tous les CRJ d'Envoy Air seront transférés à PSA Airlines |
| Bombardier CRJ900 | 69    | —         | —       | 12        | 32        | 32        | 76        |                                                           |
| Total             | 130   | —         |         |           |           |           |           |                                                           |

### Ancienne flotte
- Bombardier CRJ-200
- Dornier 328